# ビッキ (小惑星)
ビッキ（5372 Bikki）は小惑星帯に位置する小惑星。北海道の北見観測所で、円舘金と渡辺和郎が発見した。
木彫を専門とする北海道旭川市出身の彫刻家、砂澤ビッキから命名された。